# Сохейли, Саед
Саед Сохейли (перс. ساعد سهیلی‎; род. 19 февраля 1988, Мешхед) — иранский актёр. Наиболее известен по своим ролям в фильмах «Назидательный патруль» (2012 год), «Несколько кубометров любви» (2014 год), «Сумасшедший замок» (2014 год) и «Лотерея» (2018 год).

## Биография
Родился в Мешхеде, сын иранского режиссера Саида Сохейли. Его брат Сина и две сестры, Сара и Саба, работают в сфере кино, телевидения и театра. Начал карьеру в возрасте 14 лет с эпизодической роли в фильме, режиссёром которого был его отец. Также присутствовал за кадром в некоторых работах своего отца. Имеет степень бакалавра графического искусства Исламского университета Азад.
Его первая профессиональная роль была в телевизионном фильме Джавада Эззати.
Женат на французской актрисе Глории Харди, которая играла в сериале «Кимиа».
Ему было отказано во въезде правительством Объединённых Арабских Эмиратов после выхода фильма «Лотерея» на Международном кинофестивале «Фаджр».